# Río Celemín
El río Celemín es un corto río español, afluente del río Barbate, que discurre por la provincia de Cádiz, Andalucía. 

## Curso
Nace al norte de la sierra Blanquilla, en Medina Sidonia, a 400 m s. n. m., y desciende en dirección noroeste hacia el embalse homónimo. Este tramo primero pertenece al oligoceno con arenas del Aljibe. A partir del embalse de Celemín se encuentra encauzado hasta cerca de su afluencia al río Barbate.
El embalse cuenta con una zona recreativa de próxima inauguración
En Los Charcones, a unos 5 km de Benalup-Casas Viejas, se une al Barbate. Tiene un recorrido de unos 23 km, y sus principales afluentes son, por la derecha, los arroyos del Carpio y de los Charcones; y, por la izquierda, el arroyo de San Fernando y la garganta de la cañada del Valle.